# Манойлович, Предраг
Пре́драг «Ми́ки» Мано́йлович (серб. Предраг Манојловић; род. 5 апреля 1950, Белград, Югославия) — югославский и сербский актёр. За пределами бывшей Югославии известен в первую очередь по ролям в фильмах Эмира Кустурицы «Папа в командировке», «Андеграунд» и «Завет».

## Биография
Родился в семье актёров. После окончания театральной академии работал в театре. Телевизионную карьеру начал в сериале «Отписани» (1974). Участвовал также в культовом сериале «Грлом у јагоде» (1976) режиссёра Срджана Карановича. 
Карьеру в кино начал в фильмах Эмира Кустурицы. После успеха фильмов «Папа в командировке» (1985) и «Андеграунд» (1995) начал карьеру за рубежом.

## Избранная фильмография
- 1974 — «Списаны» / Отписани
- 1981 — «Сезон мира в Париже» / Sezona mira u Parizu
- 1985 — «Папа в командировке» / Отац на службеном путу — Меша
- 1992 — «Мы не ангелы» / Ми нисмо анђели
- 1992 — «Тито и я» / Tito i ja -  отец Зорана
- 1995 — «Андерграунд» / Подземље —  Марко
- 1995 — «Чужая Америка»
- 1997 — «Артемизия»
- 1998 — «Чёрная кошка, белый кот» / Црна мачка бели мачор —  священник
- 1999 — «Криминальные любовники» / Les Amants criminels —  лесник
- 2001 — «Приключения трупа» / Mortel Transfert — Эрострат
- 2007 — «Завет» / Завет —  Босс мафии
- 2007 — «Ирина Палм сделает это лучше» / Irina Palm —  Мики
- 2007 — «Ловушка» / Klopka —  Коста Антич
- 2007 — «Хаддерсфилд» / Хадерсфилд  —  поэт
- 2008 — «Бесы Санкт-Петербурга» / Demoni di San Pietroburgo —  Ф. М. Достоевский
- 2008 — «Ларго Винч: Начало» / Largo Winch —  Нерио Винч
- 2009 — «Беса» / Бесa — Азем
- 2010 — «Цирк Колумбия» — Дивко
- 2011 — «Ларго Винч: Заговор в Бирме» / Largo Winch —  Нерио Винч
- 2016 — «По млечному пути» / На млечном путу —  Зага
- 2018 — «Найти... и полюбить» / The Bra — Нурлан